# Lada Samara

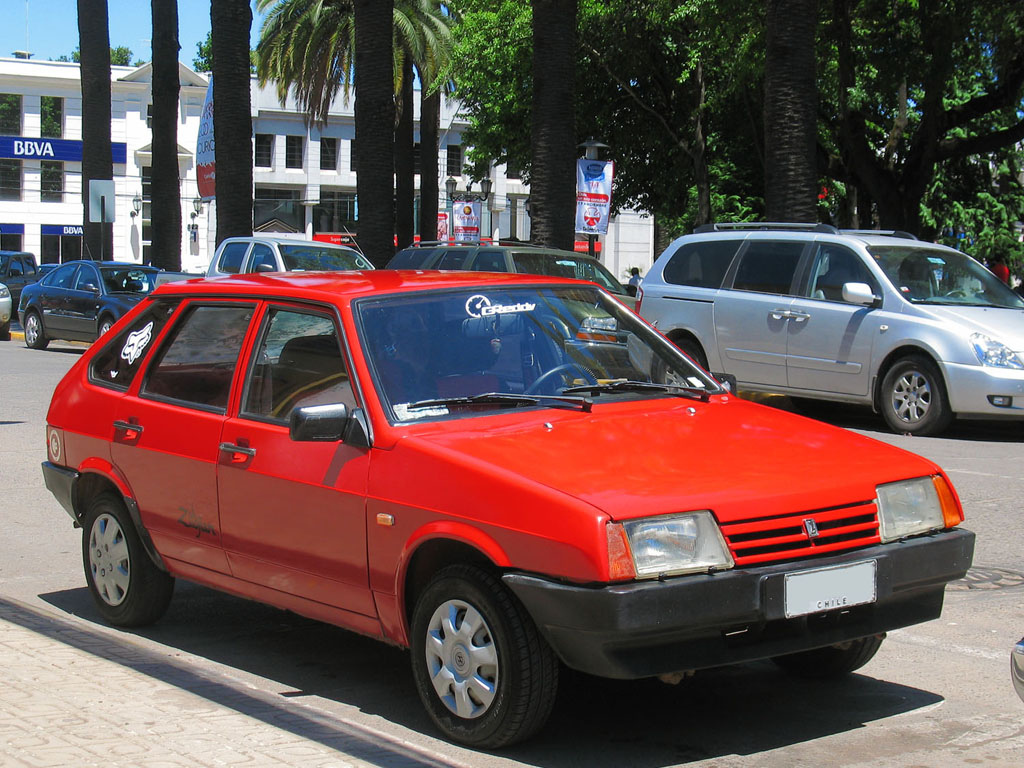
Lada Samara von 1995

Lada Samara Logo

Der VAZ 2108-2115 (Export Lada Samara / Forma) war ein PKW in der Kompaktklasse von AwtoWas aus der Russischen Föderation. Er wurde in Toljatti an der Wolga gebaut und ist nach der benachbarten Stadt Samara benannt. Bis Mitte 2004 wurde der Samara/Forma auch nach Deutschland geliefert. Erstmals der Öffentlichkeit vorgestellt wurde die Modellreihe 1984 als Dreitürer VAZ-2108. Sie ersetzte den Lada Schiguli. Es war das erste Modell des russischen Autoherstellers mit Frontantrieb und kam mit drei Motorvarianten auf den Markt. Außerdem war es das erste russische Auto, das mit einem Fünfganggetriebe angeboten wurde. Entwickelt wurde es in Zusammenarbeit mit Porsche. Im ersten Jahr wurden 2000 Stück gefertigt und der Wagen wurde das meistverkaufte Auto in der Sowjetunion. 1986 folgte der Fünftürer VAZ-2109, der gemeinsam mit IzhAvto und AZLK entwickelt wurde und auf dem gleichen Konzept wie der IZH-2126 basierte. 1990 erschien das Stufenheckmodell 21099, das als Lada Forma den Lada 1600 im Export ablöste. 1997 wurde mit der Limousine VAZ-2115 die zweite Generation vorgestellt, gefolgt vom Fünftürer VAZ-2114 2004 und seit 2005 dem Dreitürer VAZ-2113. Diese wurden nur teilweise im Export vermarktet, da hier der Lada 110 ins Angebot kam. Die erste Generation wurde teilweise noch bis 2004 parallel produziert und in Osteuropa angeboten.
Einen unerwarteten Export-Erfolg hatte der Lada Samara Anfang der 90er Jahre in Deutschland: Für viele Bewohner der neuen Bundesländer war er nach der deutschen Wiedervereinigung vom einstmals unerreichbaren Traumwagen zur preiswerten Alternative geworden, so dass er Anfang der 1990er Jahre in Deutschland die Top-5 der Zulassungsstatistik erreichte.

## Modellname
Die russischen Samaras hatten eine Eigenart: Ursprünglich war statt Samara die Bezeichnung Sputnik vorgesehen. Diese Bezeichnung wird bis heute in kyrillischen Buchstaben (Спутник) an vielen russischen Samaras ab Werk angebracht, obwohl der Wagen auch in Russland nur unter dem Namen Samara (bzw. Kurzformen: Wosmerka 08er, Dewjatka 09er und Dewjanostodewjatka 099er) bekannt ist.

## Erste Generation VAZ-2108 (1984–2003), VAZ-2109 (1986–2004) und VAZ-21099 (1984–2004)
Die Modelle 2108 und 2109 waren in der Basis mit einem Vergasermotor mit 1300 Kubikzentimeter Hubraum ausgestattet, der 48 kW (65 PS) leistete. Daneben gab es vor allem für den Export einen Motor mit 1100 Kubikzentimeter Hubraum, der 39 kW (53 PS) und einen mit 1500 Kubikzentimeter Hubraum mit einer Maximalleistung von zunächst 53–55 kW (72–75 PS). Der 1100er wurde für den 21099 ursprünglich nicht angeboten.
Seit 1986 wurde er in westlichen Export-Ländern und auf dem sowjetischen Binnenmarkt angeboten, seit 1988 wurde er auch in die Ostblock-Staaten exportiert. Die ersten Varianten unterschieden sich je nach Vertriebsland zum Teil durch die Gestaltung des Frontgrills. Mit der Einführung des 21099 gab es erste Modifizierungen für den Samara. So hatte der 21099 ursprünglich ein anderes Cockpit. Das 1500er-Modell erhielt die Kotflügel und Motorhaube des 21099. Zunächst waren Scheinwerfer und Grill in einem Block untergebracht, die Kotflügel und Motorhaube begannen erst dahinter. Durch die Umbrüche in Russland und bei AwtoWAS (internationale Transkription: AvtoVAZ) kann man aber keine klare Trennung vornehmen, d. h. es gab auch 1100er und 1300er mit langer Haube, aber auch 1500er und 21099er mit kurzer Haube oder 21099er mit altem Armaturenbrett oder 1100er-Motor. Die Produktion der 1100er-Variante wurde Mitte der 1990er Jahre eingestellt.
Nächste Entwicklungsstufe war 1997 der Lada Baltic auf der Basis des 2109, welcher bei Valmet Automotive in Uusikaupunki (Finnland) parallel zum Opel Calibra und Saab 900 Cabrio gebaut wurde. Den Baltic gab es in zwei Varianten: Baltic und Baltic GL. Beide Varianten waren mit Fahrerairbag ausgestattet und besaßen einen Armaturenbrettaufsatz über dem (alten) Cockpit. Der Baltic GL trug die Karosseriemodernisierungen der zweiten Generation des VAZ-2115 mit geänderter Front- und Heckschürze und wirkte deshalb moderner. Den Dreitürer 2108 und die Limousine 21099 gab es ab Werk nicht als Baltic, da beide die Einstiegsmodelle im damaligen Exportprogramm waren und dem neuen Lada 110 zusätzliche Konkurrenz verschafft hätten. Jedoch wurden vom deutschen Importeur einige Fahrzeuge auf Wunsch mit Fahrerairbag und Baltic-Armaturenbrett versehen. Der Baltic besaß den 1500er-Motor, nun mit Singlepoint-Einspritzung, 57 kW (77 PS) und EURO-2-Abgasnorm. Dieser Motor war im Export seit 1996 Standardmotor für alle Samaras.
Die nächste Überarbeitung kam 1998, ab diesem Zeitpunkt begann man in den Samara Getriebe und Abgasanlage des 2110 einzubauen, der den gleichen Motor besaß. Ebenfalls Standard wurde nun das überarbeitete Cockpit des 2115 mit Drehzahlmesser und obenliegendem Radioschacht. Die Produktion des 1300er-Modells (seit 1996 nur noch für den Binnenmarkt) wurde eingestellt. Auch hier wurden die älteren Teile entsprechend ihrer Verfügbarkeit bis Anfang 1999 eingebaut. 1999 wurde die Produktion des Baltic eingestellt, da sie für AwtoWAS zu teuer war. In diese Zeit fällt auch der Konkurs der europäischen Vertriebsgesellschaft Eurolada.
AwtoWAS straffte die Produktion und hatte nun nur noch zwei Motoren für alle drei Modelle im Angebot. Beide besaßen den 1500er-Block, für den Inlandsmarkt gab es ihn mit Vergaser ohne Kat, alle anderen besaßen Singlepoint-Einspritzung. 2002 wurde die Singlepoint-Einspritzung von der Multipoint-Einspritzung abgelöst, diese ermöglichte für den Export eine Euro-3-Einstufung. Es blieb bei 57 kW (77 PS). Auch wurden ab diesem Zeitpunkt alle Samaras mit schwarzem Grill ausgerüstet. In den Jahren 2003 und 2004 wurden die Modelle 2109 und 21099 noch einmal nach Deutschland exportiert. Die Produktion des Dreitürers wurde mangels Nachfrage im Oktober 2003 eingestellt. 2004 endete die Produktion der Modelle 2109 und 21099 in Togliatti, der letzte gebaute Wagen war ein 21099.
Es gab auch zahlreiche Sondermodelle, so z. B.
- den Samara EVA 16V (1987) mit Direkteinspritzung, Turbolader und 1860 cm³
- eine Kastenwagen-Version
- den Samara 4×4 (1985), gebaut für die Sojus-Rallye
- den Samara T3, ein Rallyeauto mit Porschemotor (Vmax220 km/h)
- den Samara Bohemia/Fun (Halbcabrio-Pickup-Mischung, in Deutschland als Fun angeboten), hergestellt auf Basis des 2108 durch die Bohse Automobilbau, vom Hersteller auch als „Bohse Safari“ angeboten
- das Samara Cabrio, ein Vollcabriolet, welches zunächst in geringer Stückzahl durch Karmann und später in Belgien auf Basis des 2108 hergestellt wurde

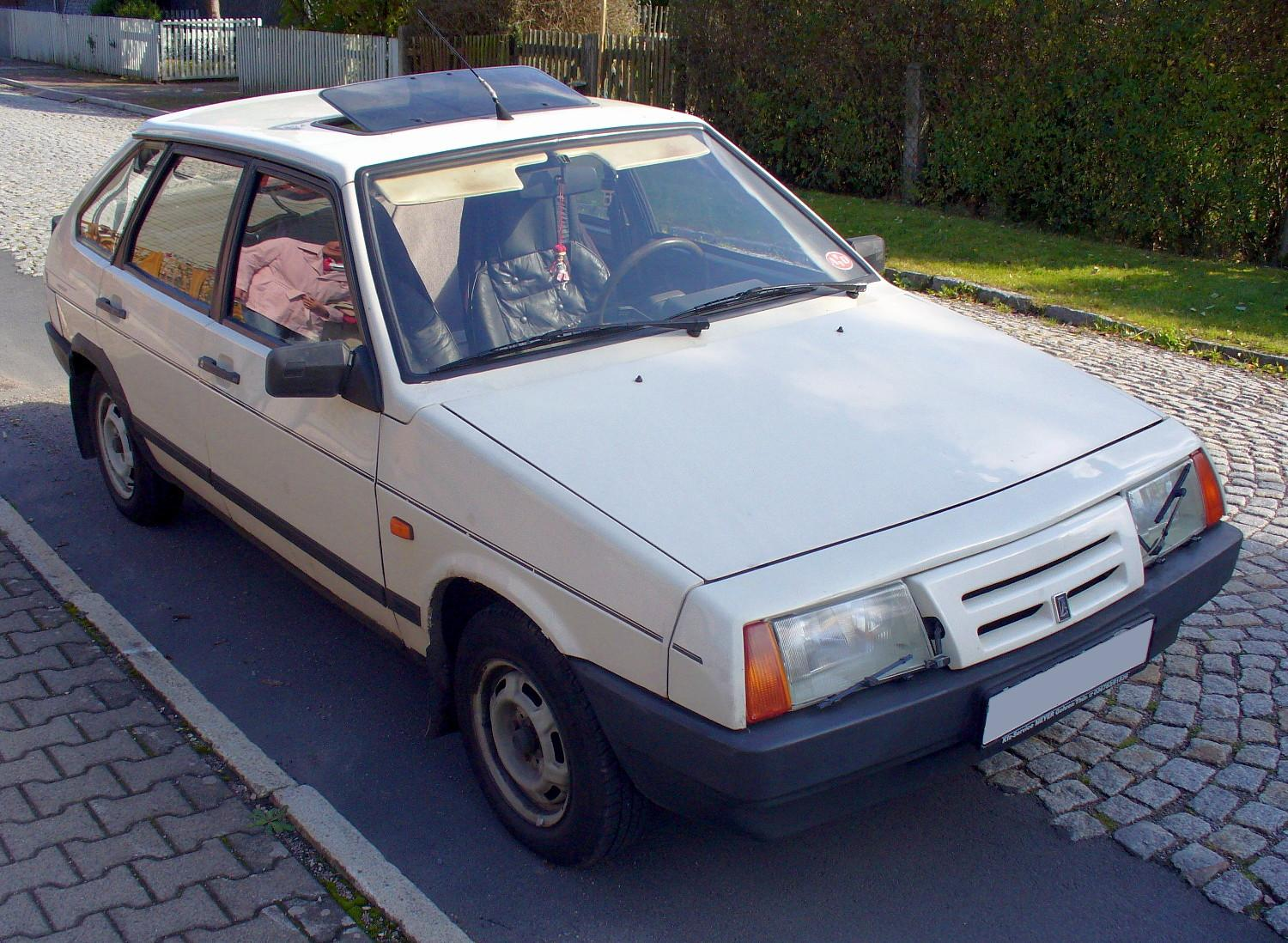
Lada 2109 (Fünftürer)
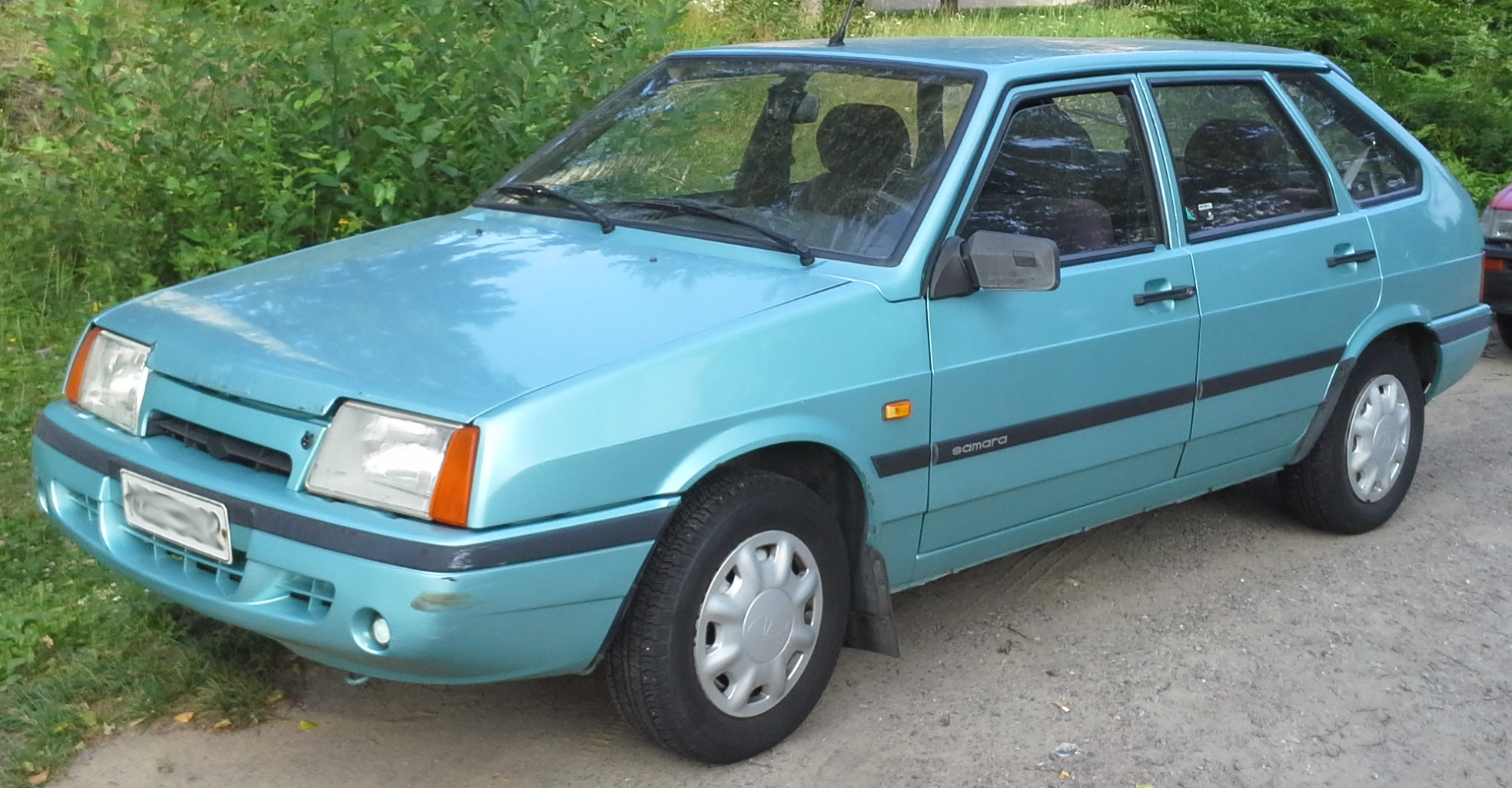
Lada Samara Baltic
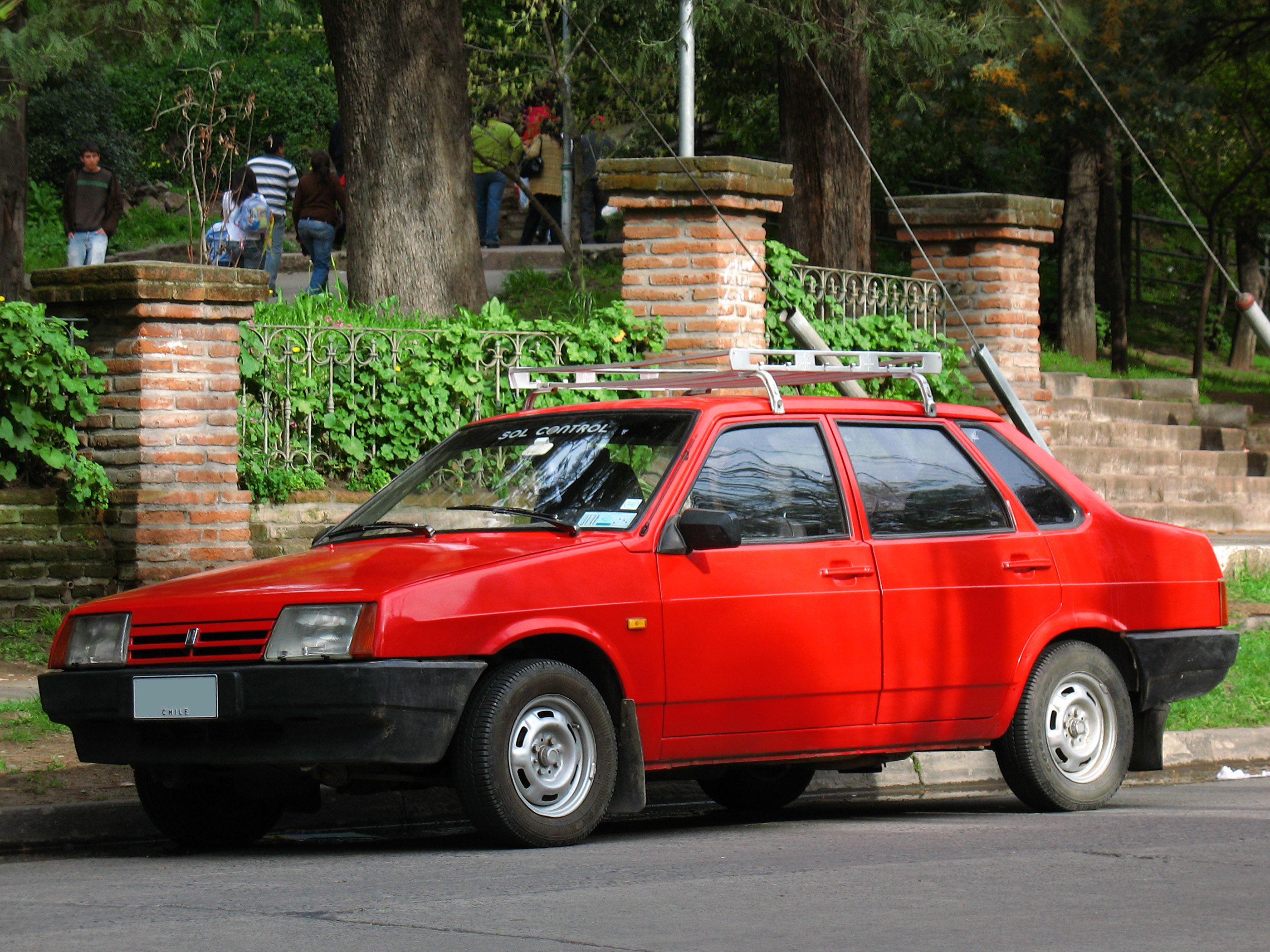
Lada Forma
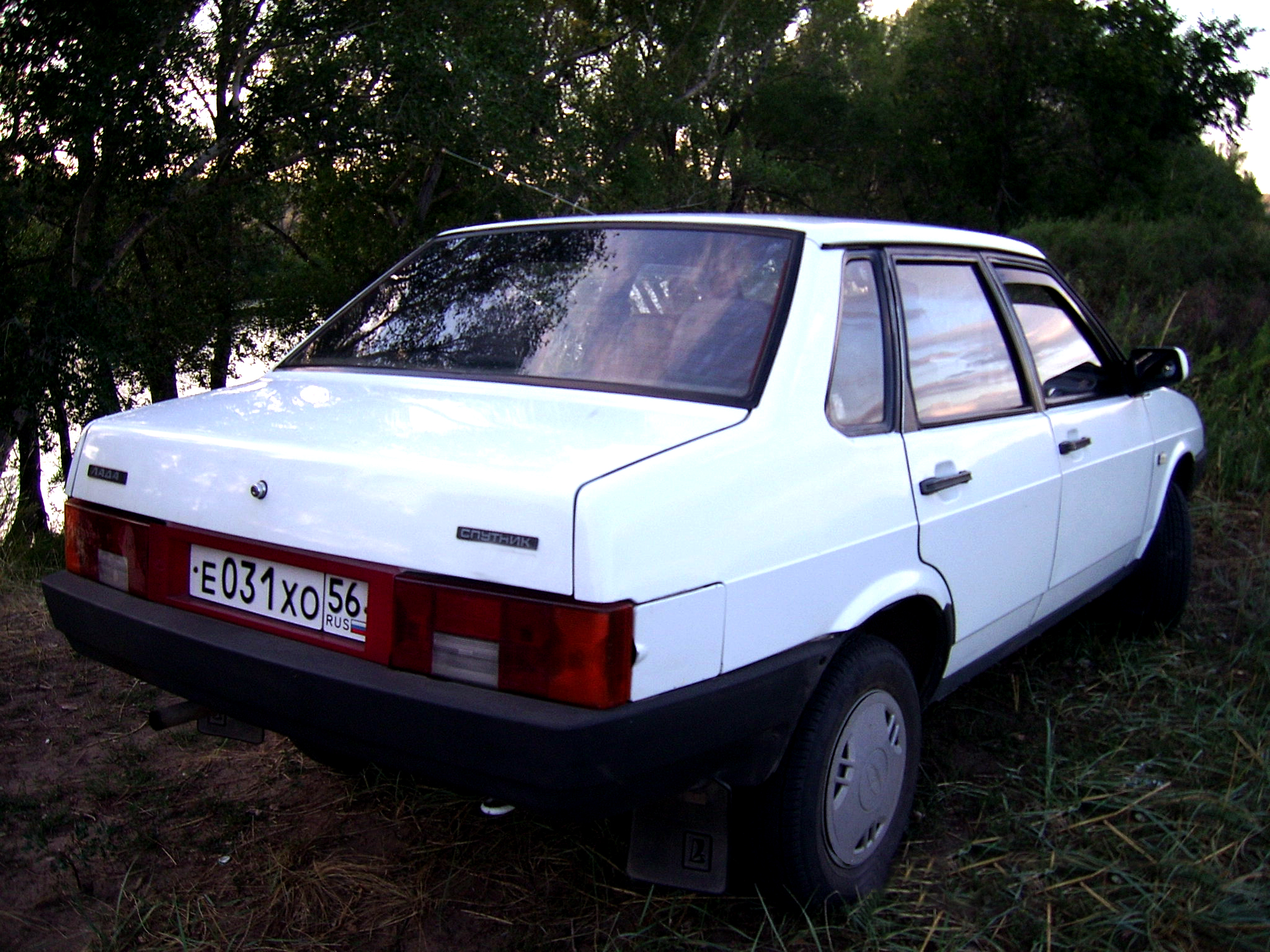
Lada Forma Heckansicht

## Zweite Generation 2115 (1997–2012), 2114 (2001–2013) und 2113 (2005–2013)
Im Jahre 1997 wurde die zweite Generation des Samara mit dem Stufenheckmodell 2115 vorgestellt. Dieser basierte auf der Stufenhecklimousine Lada Forma, hat jedoch einen anderen Innenraum mit Instrumenten des 2110 sowie eine neue Front- und Heckpartie. Nur die Seitenlinie erinnert an den Vorgänger. Das Fahrzeug wurde zuerst vom Singlepoint-Einspritz-1500i-Motor mit 57 kW (77 PS) und dem 1,6-Liter-Vergasermotor mit 66 kW (90 PS) angetrieben. 2001 kam dann der Fünftürer 2114 auf den Markt und gleichzeitig wurde der 1,6-Liter von Vergaser auf Multipoint-Einspritzung umgestellt, ebenso der 1,5-Liter von Singlepoint auf Multipoint. Auf ein neues Heck analog dem 2115 verzichtete man aus Kostengründen, auch hatten die ersten Modelle noch den alten Innenraum. Seit Mitte 2005 gab es aufgrund der erneuten Nachfrage im Inland wieder einen Dreitürer, diesmal als 2113. Seit 2010 wurde der 1,6 Liter aus dem Lada Priora mit 72 kW (98 PS) verbaut. Dadurch wurde eine bis dahin serienmäßig nicht erreichbare Geschwindigkeit von über 190 km/h ermöglicht. Alle drei Samara-Modelle machten damals noch ein Drittel der Gesamtproduktion von Lada aus. Ein Export in die Europäische Union war jedoch nicht vorgesehen. Auf der Togliatti Motor-Show wurde ein Cabriolet auf Basis des 3-Türers VAZ-2113 vorgestellt, das von einem Karosseriebauer in Kleinserie ab Mitte 2012 produziert wurde.
2012 endete die Produktion der Stufenheck-Limousine VAZ-2115. Die Schrägheck-Limousine wurde noch bis Ende 2013 weiter produziert, wonach sie vom neuen Schrägheckmodell des Lada Granta abgelöst wurde.

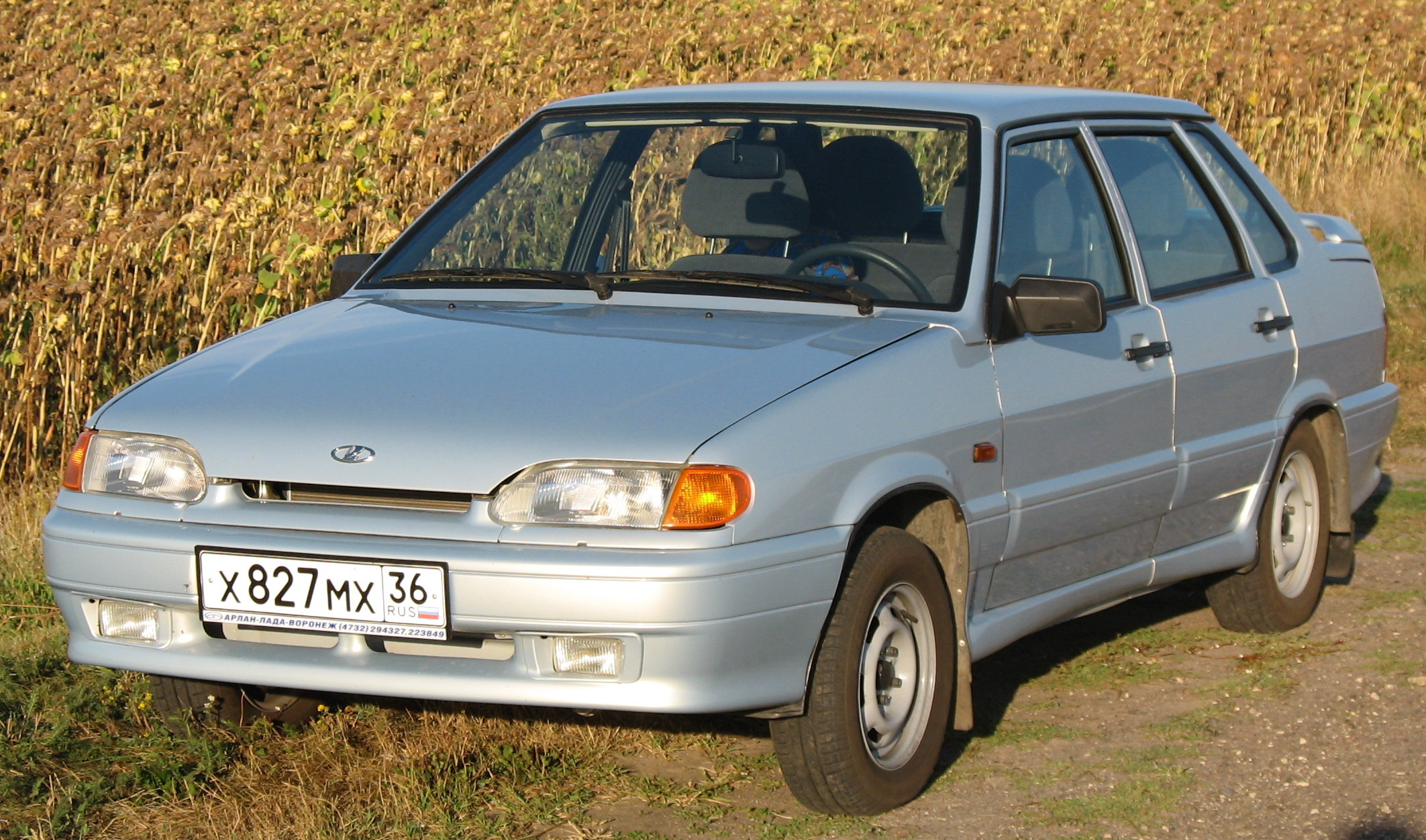
Lada 2115 (Stufenhecklimousine)
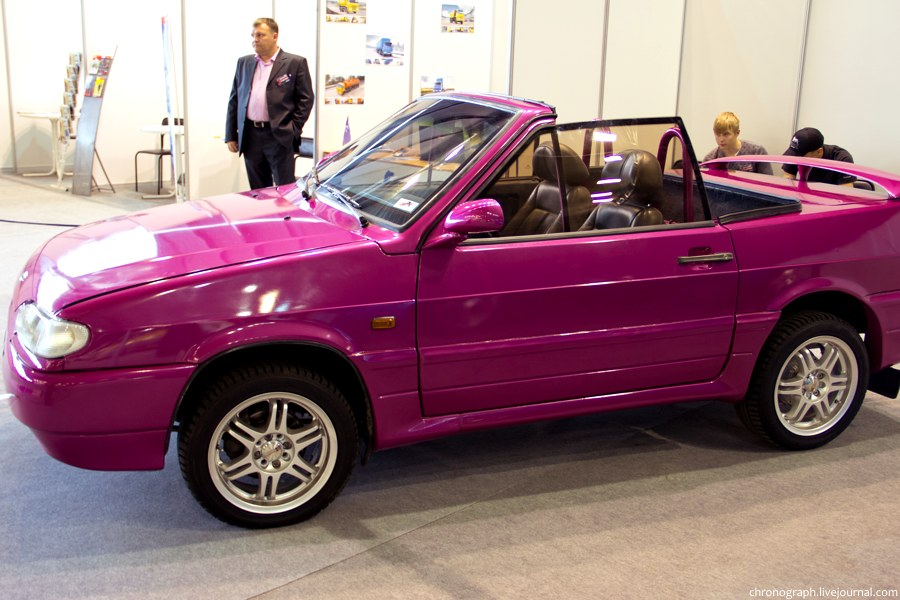
Lada 2113 Cabriolet